# Minoas Pediada
Minoas Pediada (tiếng Hy Lạp: ?) là một khu tự quản ở vùng Kríti, Hy Lạp. Khu tự quản Minoas Pediada có diện tích 398 km², dân số theo điều tra ngày 18 tháng 3 năm 2001 là 18692 người.